# Trzeszczyn
Trzeszczyn (deutsch Trestin) ist ein Dorf in der polnischen Woiwodschaft Westpommern. Das Dorf bildet einen Teil der Gmina Police (Stadt- und Landgemeinde Pölitz) im Powiat Policki (Pölitzer Kreis). Trzeszczyn liegt etwa 13 Kilometer nördlich von Stettin (Szczecin) und etwa 3 Kilometer westlich von Police (Pölitz).

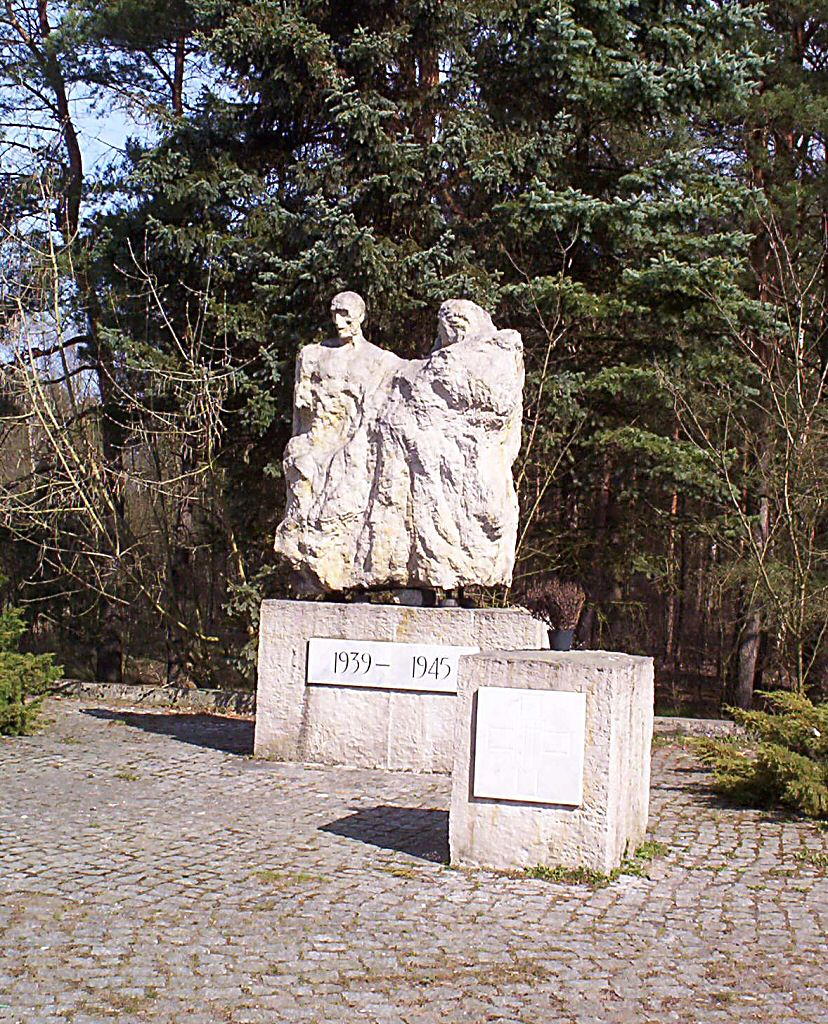
Kriegsdenkmal in Trzeszczyn